# Dino Galparoli
Dino Galparoli (Tradate, 1º giugno 1957) è un ex calciatore italiano, di ruolo difensore.

## Caratteristiche tecniche
Fu definito da Nils Liedholm un terzino talmente veloce da risultare impossibile riuscire a sfondare dalla sua parte.

## Carriera
Cresciuto calcisticamente nella Reggiana, esordì in Serie A con la maglia del Brescia, nella stagione 1980-1981. Nell'ottobre 1981 passò all'Udinese, squadra alla quale legò il suo nome per nove stagioni, rimanendo anche dopo la retrocessione del 1986-1987.
Nel 1990 fu ceduto all'Alessandria, in Serie C2; dopo due stagioni in maglia grigia terminò la carriera al Cuneo, in Interregionale.
Nella sua carriera vanta 223 presenze in massima serie con Brescia e Udinese, e 7 reti. Nel suo palmarès figurano due promozioni in Serie A (con le rondinelle nel 1979-1980 e con i friulani nel 1988-1989) e una in Serie C1 (con l'Alessandria 1990-1991).

## Palmarès
- Serie C2: 1

Alessandria: 1990-1991 (girone A)